# Mappa mundi d'Albi

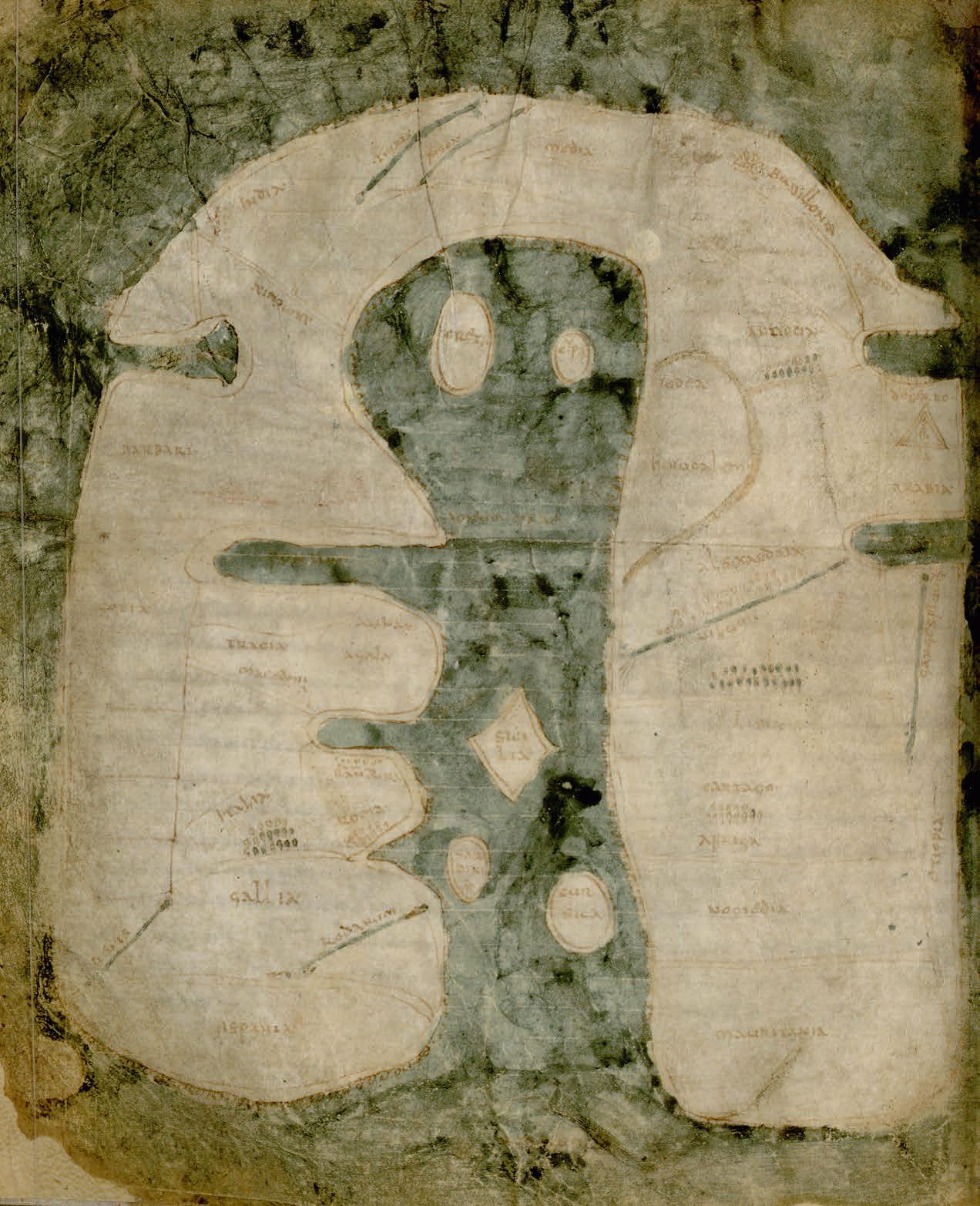
Mappa mundi d'Albi.

La Mappa mundi d'Albi est une carte médiévale du monde (mappa mundi), incluse dans un manuscrit de la seconde moitié du VIIIe siècle conservé dans le fonds ancien de la médiathèque Pierre-Amalric d'Albi. Ce manuscrit provient de la bibliothèque du chapitre de la cathédrale Sainte-Cécile d'Albi. La mappa mundi d'Albi est le plus ancien document conservé d'une représentation globale et non abstraite du monde habité, à l'exception de deux tablettes (l'une mésopotamienne (vers - 2600 av.J.C), et l'autre babylonienne (Ve siècle av.J.C). Elle a été inscrite en octobre 2015 au registre Mémoire du monde de l'UNESCO.

## Description du manuscrit et de la carte
Le manuscrit qui porte la carte (Inv. Ms 29 (115)) comprend 77 feuillets. Il est nommé au XVIIIe siècle « Miscellanea » (mot latin signifiant « recueil »). Ce recueil contient 22 documents différents, qui avaient des fonctions pédagogiques. Le manuscrit, un parchemin fabriqué probablement à partir d'une peau de chèvre ou de mouton, est dans un très bon état de conservation.
La carte elle-même mesure 27 cm en hauteur sur 22,5 en largeur. Elle représente 23 pays sur 3 continents et mentionne plusieurs villes, des îles, des fleuves et des mers. Le monde connu est représenté en forme de fer à cheval, s'ouvrant au niveau du détroit de Gibraltar, et entourant la Méditerranée, avec le Proche Orient en haut, l'Europe à gauche et le nord de l'Afrique à droite.

## Les inscriptions

### Pays et désert
La carte mentionne 23 pays sur 3 continents :
- Europe : Ispania (Espagne), Britania (Bretagne), Gallia (Gaule), Italia (Italie), Gotia (pays des Goths, désignant la Germanie), Tracia (Thrace), Macedonia (Macédoine), Agaia (Achaïe, désignant la Grèce), Barbari (domaine des Barbares).
- Afrique (Afriga) : Mauritania (Maurétanie), Nomedia (Numidie), Libia (Libye), Etiopia (Éthiopie), Egyptus (Égypte).
- Orient : Armenia (Arménie), India (Inde), Scitia (pays des Scythes), Media (pays des Mèdes), Persida (Perse), Judea (Judée), Arabia (Arabie).

Les cinq plus grandes îles de la Méditerranée sont représentées : Corse, Sardaigne, Sicile, Crète et Chypre.
On compte aussi un désert (deserto) ainsi que le mont Sinaï (Sina) représenté par un triangle.

### Villes et îles
- Villes : Babylone, Athènes, Ravenne, Rome, Antioche, Jérusalem, Alexandrie et Carthage.
- Îles :  Chypre, Crète, Sicile, Sardaigne et Corse.

### Fleuves, mers et océan
- Fleuves : Tigre (Tigris), Pishon (Fison), Nil (Nilum), Gange (Ganges fluvius), Rhône (Rodanum) et Rhin (Renus).
- Mers : Adriatique (Adrias), Mer Noire (Pontum), Mer Ionienne (Ionium mare), Cyminicum mare, Mer Rouge (Rubrum), Caspienne (Caspium).
- Océan : Oceanum, l'Océan présent sur la carte entoure l'ensemble des terres comme on l'imaginait à cette époque.